# Carlos Agulló Coloma
Carlos Agulló Coloma és un muntador i director de cinema guardonat en nombrosos festivals, com el Festival Internacional de Cinema de Palm Springs, la Mostra Internacional de Cinema de São Paulo o el Festival Internacional de Cinema de Hamptons.

## Trajectòria
Després de llicenciar-se en Belles arts a la Universitat Complutense de Madrid, comença la seva carrera professional com a ajudant de muntatge al servei de figures com Lourdes Olaizola, Iván Aledo o Alejandro Amenábar. A partir de la seva col·laboració en la pel·lícula guanyadora d'un Óscar, Mar Adentro, fa el salt a muntador, treballant al costat de directors com Mateo Gil, Oskar Santos, Sergio Candel o Jorge Sánchez-Cabezudo.
Paral·lelament a la seva activitat com a muntador, dirigeix cinc multipremiats curtmetratges fins que finalment debuta com a director de llargmetratges amb el documental sud-africà Plot for Peace.

## Premis
| Festival                                                                  | País         | Premi                                                          | Pel·lícula       |
| ------------------------------------------------------------------------- | ------------ | -------------------------------------------------------------- | ---------------- |
| Premis de l'Audiovisual Valencià                                          | Espanya      | Millor edició i postproducció                                  | La Banda         |
| CMS International Children's Film Festival                                | Índia        | Millor curt documental                                         | Más que plata    |
| Concurso de cortometrajes CREASPORT                                       | Espanya      | Millor banda sonora                                            | Más que plata    |
| Concurso de cortometrajes CREASPORT                                       | Espanya      | Mullor fotografia                                              | Más que plata    |
| 5th Zero Plus International Film Festival of Films for Children and Youth | Rússia       | Special Award                                                  | Más que plata    |
| Festival Internacional de Cinema Polític                                  | Argentina    | Primera Menció Competició Oficial Internacional Llargmetratges | Plot for Peace   |
| Regards sur le Cinema du Monde (Rouen)                                    | França       | Premi del Jurat a Millor Documental                            | Plot for Peace   |
| Festival Internacional de Cinema de Palm Springs                          | Estats Units | Premi especial del jurat                                       | Plot for Peace   |
| Mostra Internacional de Cinema de São Paulo                               | Brasil       | Premi del Jurat a Millor Documental                            | Plot for Peace   |
| Muestra Internacional de Cine de São Paulo                                | Brasil       | Premi del Públic a Millor Documental                           | Plot for Peace   |
| Hamptons International Film Festival                                      | Estats Units | Conflict and Resolution Award                                  | Plot for Peace   |
| Galway Film Fleadh                                                        | Irlanda      | Best International Feature Documentary                         | Plot for Peace   |
| Rincón International Film Festival                                        | Puerto Rico  | Excellence Award                                               | Próxima Estación |
| Festival de curtmetratges Hayah                                           | Panamà       | Millor Guió Estranger                                          | Próxima Estación |
| Notodofilmfest                                                            | Espanya      | Premi de distribució Freak                                     | Próxima Estación |
| VII Cicle de Curtmetratges Agustí Comes                                   | Espanya      | Premio del Jurado                                              | La Espera        |
| Festicurts IV (Figueres)                                                  | Espanya      | Premi Tomás Mallol                                             | La Espera        |

## Filmografia
Director
| 2022 | El Desafío: 11M        |
| 2018 | Daughters of al-Shabab |
| 2018 | Más que plata          |
| 2017 | Los demás días         |
| 2013 | Plot for Peace         |
| 2011 | Próxima Estación       |
| 2008 | Pizza Eli              |
| 2008 | Ana Cronia             |
| 2008 | La Espera              |
| 2006 | El Regalo              |

Muntador
| Any  | Títol                                                          | Director                       |
| ---- | -------------------------------------------------------------- | ------------------------------ |
| 2022 | El Desafío: 11M                                                | Carlos Agulló                  |
| 2021 | Con quién viajas                                               | Hugo Martín Cuervo             |
| 2019 | La Banda                                                       | Roberto Bueso                  |
| 2018 | Más que plata                                                  | Carlos Agulló                  |
| 2017 | Los demás días                                                 | Carlos Agulló                  |
| 2014 | La Señora Brackets, la niñera, el nieto bastardo y Emma Suárez | Sergio Candel                  |
| 2013 | Plot for Peace                                                 | Carlos Agulló i Mandy Jacobson |
| 2011 | Crematorio                                                     | Jorge Sánchez-Cabezudo         |
| 2011 | Próxima Estación                                               | Carlos Agulló                  |
| 2010 | Manos                                                          | Jon Sagalá                     |
| 2010 | Fernanda                                                       | Sergio Candel                  |
| 2010 | Sinceridad                                                     | Paco Caballero                 |
| 2010 | Historia de un Director Idiota                                 | Sergio Candel                  |
| 2010 | Cama Blanca                                                    | Diego Betancor                 |
| 2010 | El Mal Ajeno                                                   | Oskar Santos                   |
| 2009 | Together                                                       | Gigi Romero                    |
| 2009 | Planet 51                                                      | Jorge Blanco                   |
| 2008 | Pizza Eli                                                      | Carlos Agulló                  |
| 2008 | Bienes Comunes                                                 | Paco Caballero                 |
| 2008 | Ana Cronia                                                     | Carlos Agulló                  |
| 2008 | La Espera                                                      | Carlos Agulló                  |
| 2007 | Strike 2                                                       | Arturo Prins                   |
| 2007 | Test                                                           | Marta Aledo i Natalia Mateo    |
| 2006 | Regreso a Moira                                                | Mateo Gil                      |
| 2006 | El Regalo                                                      | Carlos Agulló                  |
| 2005 | Un Viaje Mar Adentro                                           | Oskar Santos                   |
| 2004 | Aloe                                                           | Sergio Delgado                 |
| 2003 | Flores Para Maika                                              | Andreu Castro                  |